# 候庄乡
候庄乡是中国陕西省延安市黄陵县下辖的一个乡。2011年，候庄乡被撤销，辖境并入田庄镇。

## 行政区划
候庄乡下辖以下行政区：
候庄村、故邑村、曹洼村、韩庄村、土桥村、原畔村、郗村、桥沟村、阎原村、贾塬村、店子湾村、寇家湾村、寇家河村、刘家河村、五角地村。